# Овдан
Овдан (азерб. ovdan) — старинное гидротехническое сооружение для хранения дождевых и грунтовых вод, а также воды из кяхризов. Овданы распространены в некоторых восточных странах, в том числе в Азербайджане (в основном на Апшеронском полуострове).
Есть несколько версий происхождения названия «овдан». Наиболее распространенная из этих версий: слово «овдан» происходит от персидского слова «аб» (перс. آب‎) — «вода», и суффикса «-дан», и означает «место, в котором есть вода». Есть также предположение, что слово «овдан» — тюркского происхождения и восходит к глаголу «ов»/«овмак» — ковырять/углублять), и означает «расковырянное/слегка углубленное место».

## Описание
Овданы состоят из наземной и подземной частей. Наземная часть является входом, который обычно бывает построен в виде украшенной арки. На определённой глубине располагается подземный бассейн с водой, к которому спускается наклонная лестница.

## Галерея

Овданы на Апшеронском полуострове
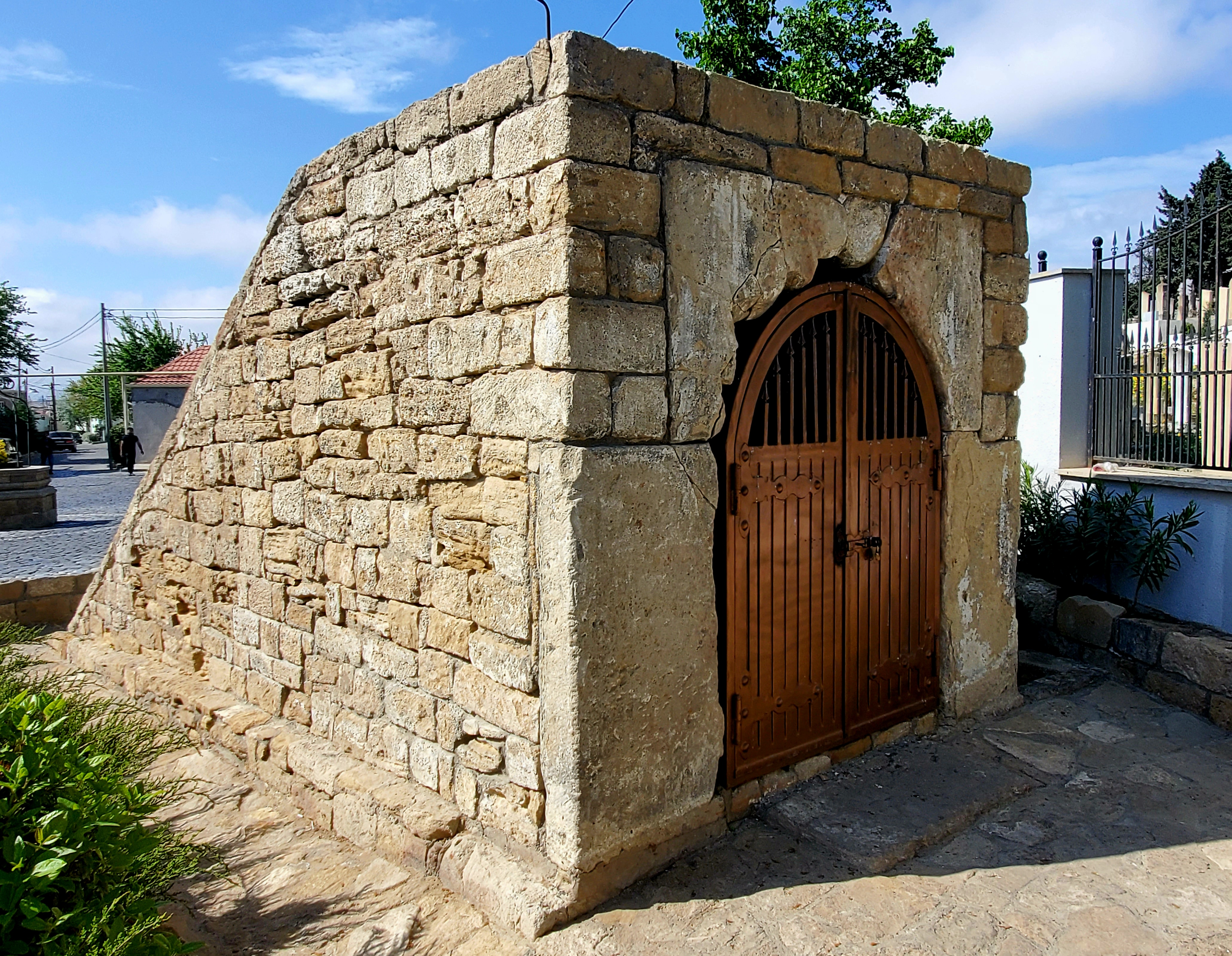
Вход в Балаханский овдан
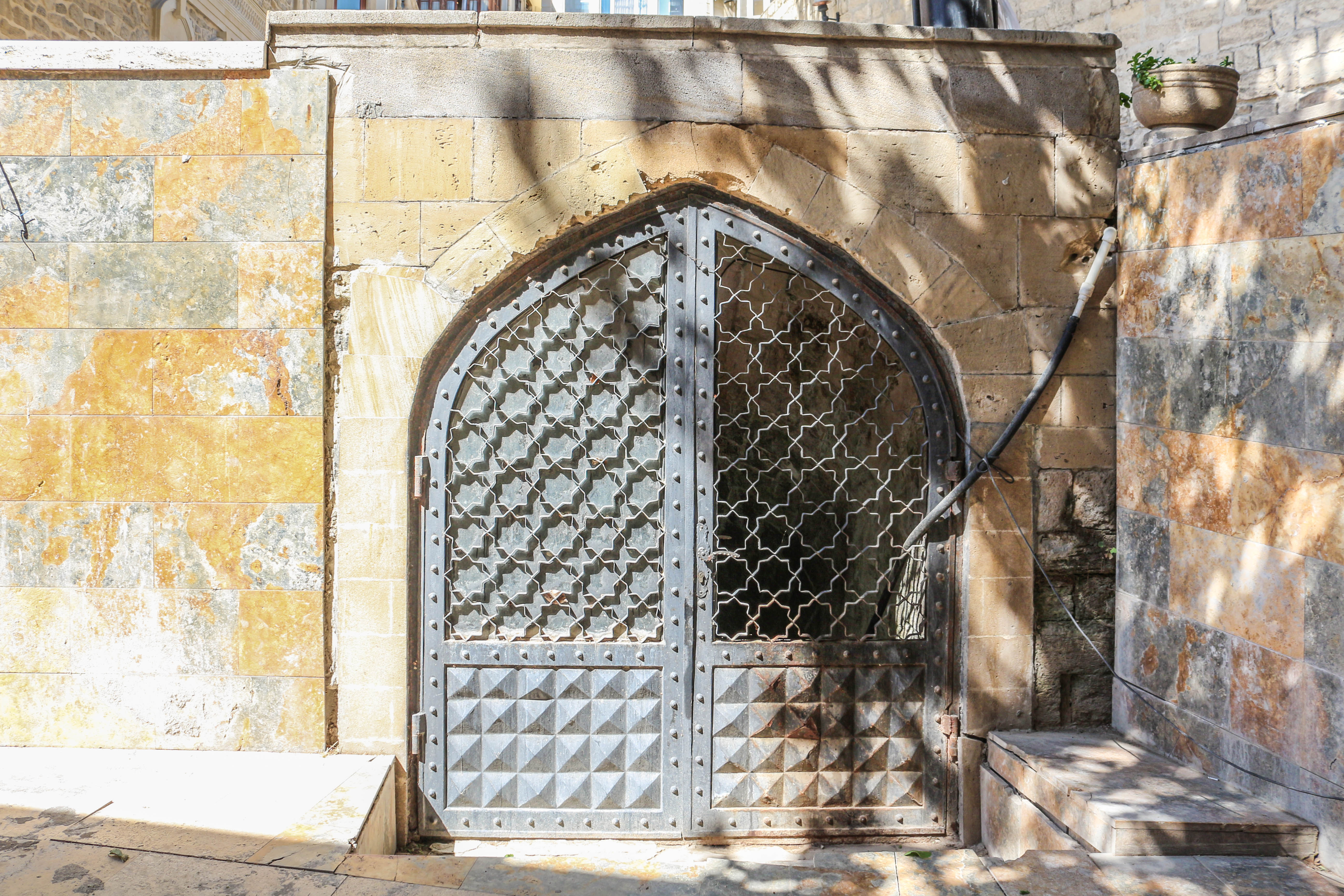
Вход в овдан Дворца ширваншахов
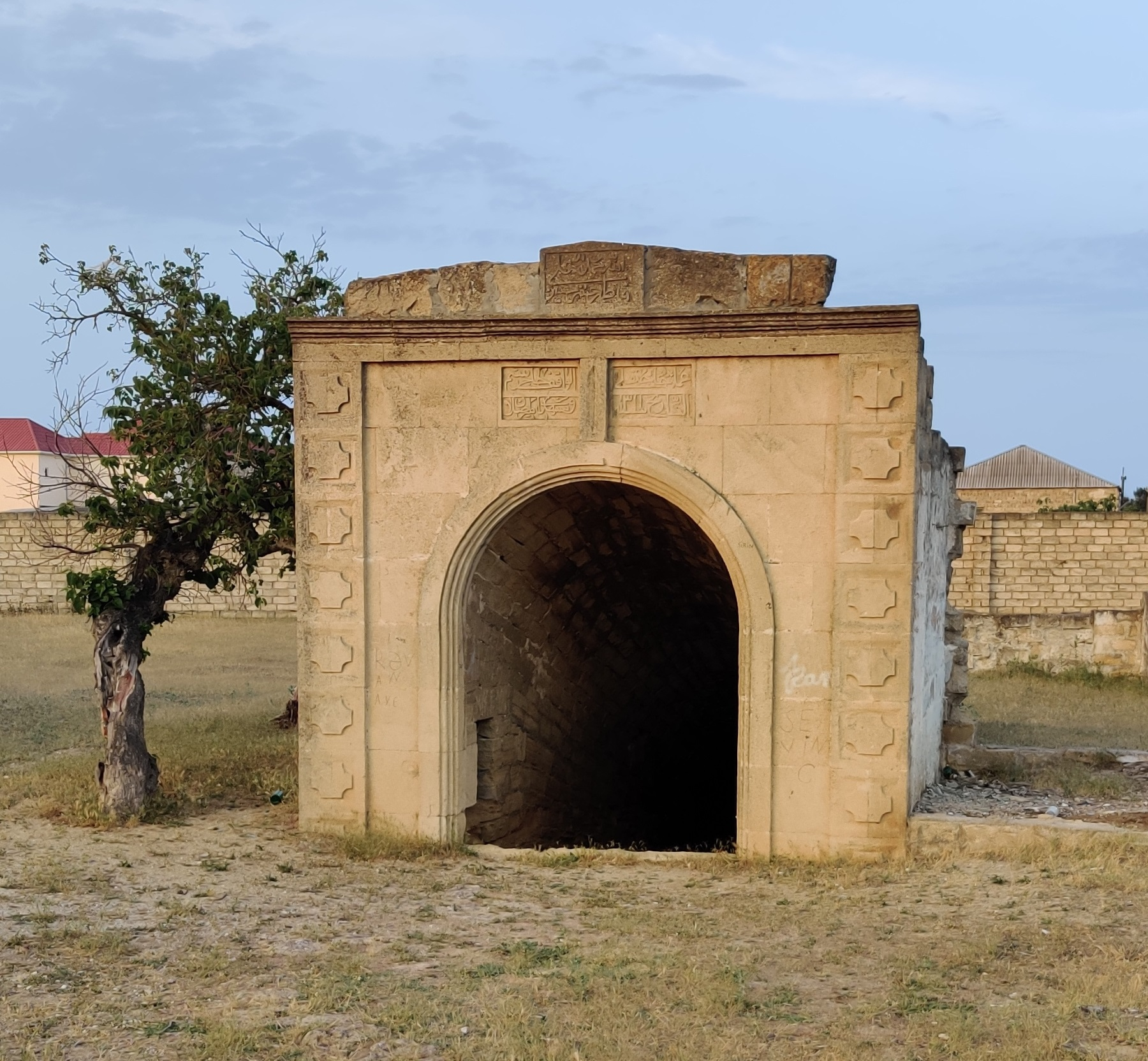
Вход в овдан в Маштаге
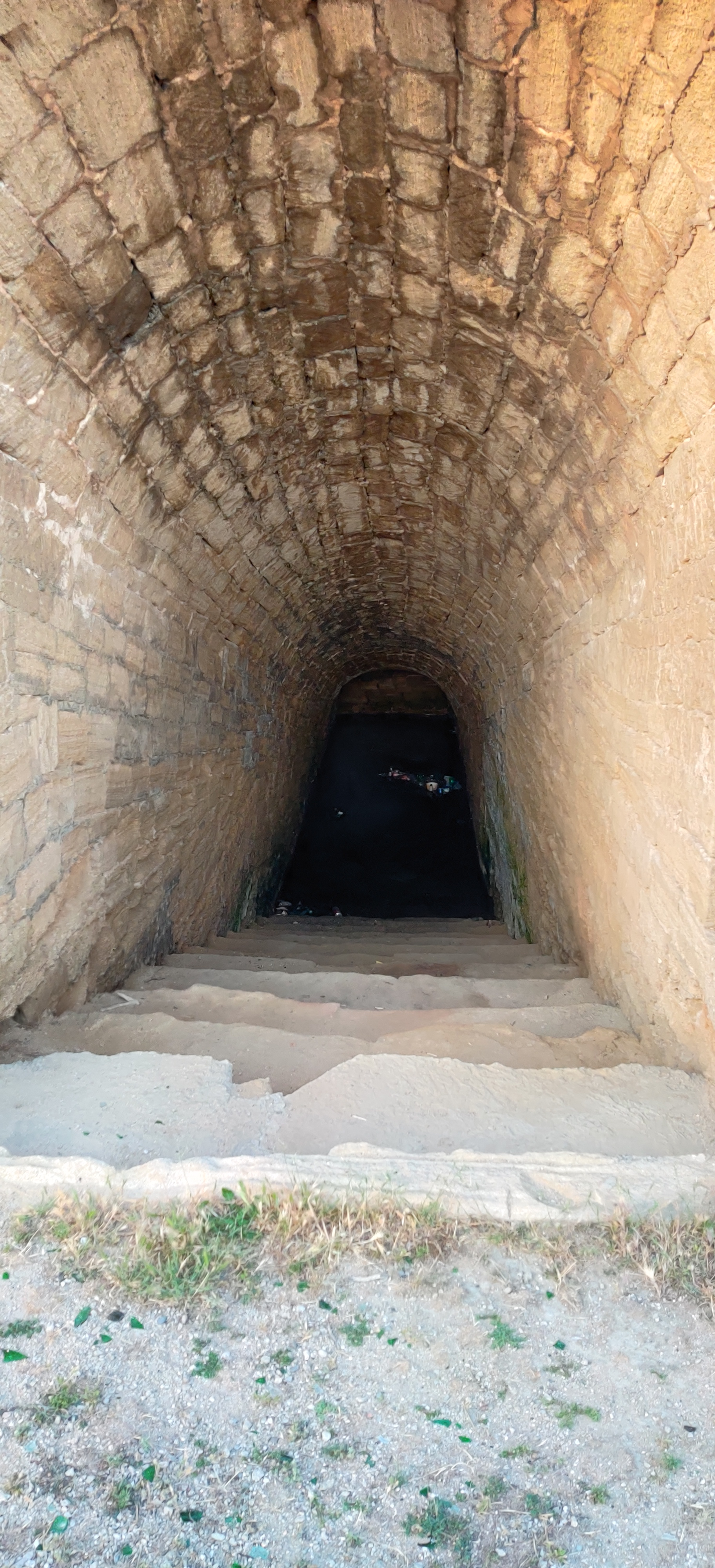
Лестница в овдане в Маштаге
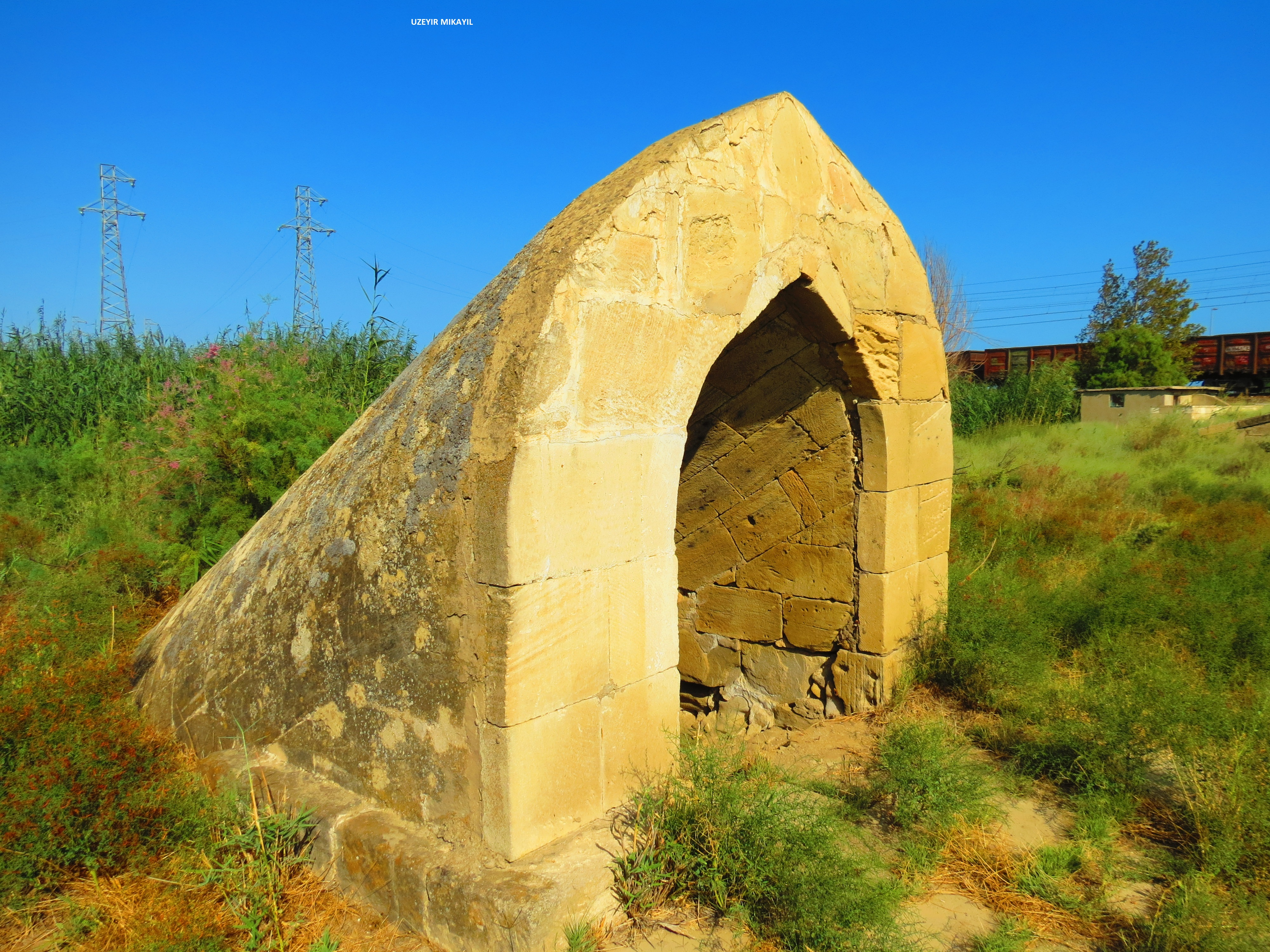
Вход в один из овданов в Сангачале
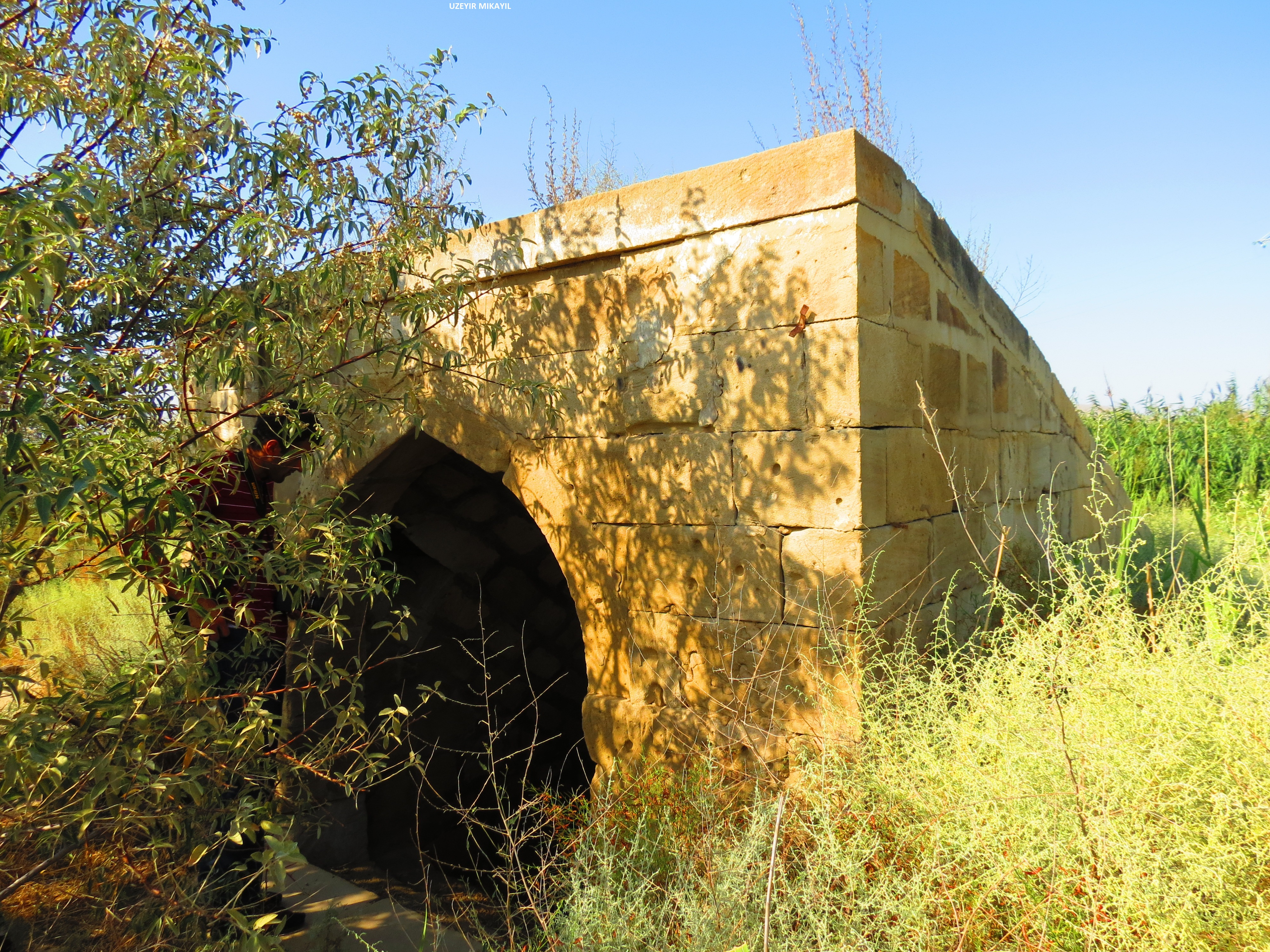
Вход в один из овданов в Сангачале